# Streptocephalus spinosus
Streptocephalus spinosus är en kräftdjursart som beskrevs av Daday 1908. Streptocephalus spinosus ingår i släktet Streptocephalus och familjen Streptocephalidae. Inga underarter finns listade i Catalogue of Life.